# Massaua
Massawa eller Massaua er en by i det centrale Eritrea, med et indbyggertal (pr. 2004) på cirka 36.700. Byen, der ligger ved landets kyst til det Røde Hav, var under den italienske kolonisering Eritreas hovedstad.
15°36′N 39°26′Ø / 15.600°N 39.433°Ø
- Wikimedia Commons har flere filer relateret til Massaua